# Kittorsaq
Kittorsaq [ˌkiˈtːɔsːɑq] (nach alter Rechtschreibung Kigtorsaĸ) ist eine wüst gefallene grönländische Siedlung im Distrikt Upernavik in der Avannaata Kommunia.

## Lage
Kittorsaq befindet sich in der Mitte einer kleinen sehr schmalen gleichnamigen Insel im Süden der Sugar Loaf Bugt. Direkt südlich liegt die große Insel Qulleqqorsuit. Der nächstgelegene bewohnte Ort ist Nuussuaq 22 km nordnordwestlich und nach Süden hin Nutaarmiut in 47 km Entfernung.

## Geschichte
In Kittorsaq finden sich zahlreiche Ruinen, die von einer frühen Besiedelung zeugen. Wahrscheinlich viel die Bevölkerung einer Pockenepidemie im frühen 19. Jahrhundert zum Opfer. Kittorsaq wurde erst um 1915 herum neu besiedelt. 1918 lebten 11 Personen am Wohnplatz. Sie hatten zwei Häuser, die gut gebaut waren. Auch sonst waren sie recht wohlhabend und einer der Bewohner galt als bester Jäger des gesamten Kolonialdistrikts. 1923 wechselte Kittorsaq von der Gemeinde Tasiusaq an die daraus ausgegliederte Gemeinde Nuussuaq. 1930 hatte Kittorsaq schon 24 Einwohner. 1940 waren es wieder nur noch 11, 1947 stieg die Zahl nochmal auf 17 an und 1950 waren es noch 12. Ab 1950 gehörte Kittorsaq zur neuen Gemeinde Upernavik. 1955 wurde Kittorsaq aufgegeben.